# Glomera gamosepalata
Glomera gamosepalata är en orkidéart som beskrevs av Pieter van Royen. Glomera gamosepalata ingår i släktet Glomera och familjen orkidéer. Inga underarter finns listade i Catalogue of Life.